# Samuel Shore
Pour les articles homonymes, voir Shore.

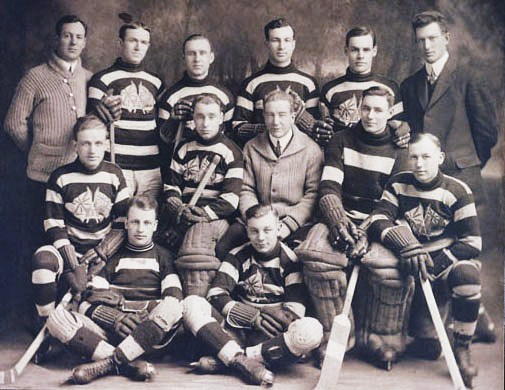
Shore (dernier rang, troisième en partant de la gauche) remporte avec les Sénateurs d'Ottawa l'ANH lors de la saison 1914-1915.

Samuel Hamilton Shore, dit Hamby Shore, (né le 12 février 1886 à Ottawa, dans la province de l'Ontario au Canada et mort le 13 octobre 1918 dans la même ville) est un joueur professionnel canadien de hockey sur glace qui évoluait en position d'ailier gauche ou de défenseur,.
Avec les Sénateurs d'Ottawa, il remporte la coupe Stanley en 1909 et en 1911.

## Biographie
Samuel Hamilton Shore, plus connu par le surnom d'Hamby, est un joueur aussi à l'aise en défense qu'en attaque sur l'aile gauche.
Après avoir réalisé une carrière en amateur avec le club de sa ville natale, les Sénateurs d'Ottawa, et à Winnipeg, il passe professionnel en 1907 avec les Strathconas de Winnipeg de la Manitoba Hockey League. À la fin de la saison, il joint les Maple Leafs de Winnipeg avec lesquels il participe à leur défi pour la coupe Stanley contre les tenants du titre, les Wanderers de Montréal. Ces derniers conservent la coupe à la suite de leurs larges victoires 11-5 et 9-3. La saison suivante, Shore est forcé de s'éloigner des patinoires pour cause de maladie.
En 1909, il retrouve les Sénateurs, tenants de la coupe Stanley. Le début de saison est marqué par deux défis lancés par les Professionnels de Galt de l'Ontario Professional Hockey League et les Eskimos d'Edmonton de l'Alberta Hockey League. Les Sénateurs s'imposent aisément à chaque reprise, Shore inscrivant 3 buts lors des 4 parties jouées. Par la suite, ils débutent dans la nouvelle Association canadienne de hockey mais, après quelques rencontres disputées, la ligue est dissoute. Les Sénateurs joignent alors l'Association nationale de hockey (ANH). Finissant deuxième derrière les Wanderers, ils doivent leur céder la coupe Stanley. La saison suivante, remportant le trophée O'Brien de champion de l'ANH, l'équipe d'Ottawa prend sa revanche et récupère la coupe qu'elle défend lors de défis face à Galt et Port Arthur.
En 1912, Shore est sélectionné dans une équipe d'étoiles de l'ANH qui fait une tournée dans l'Ouest du Canada où elle affronte des équipes de l'Association de hockey de la Côte du Pacifique (PCHA). En 1915, les Sénateurs remportent de nouveau le trophée O'Brien mais échouent dans la conquête de la coupe Stanley face aux Millionnaires de Vancouver, champion de la PCHA. En novembre 1917, alors que la Première Guerre mondiale fait rage, l'ANH suspend ses activités pour cause de manque de joueurs avant d'être dissoute dans les jours qui suivent. Hamby Shore en est alors le joueur ayant joué le plus de parties avec 141 rencontres disputées sur huit saisons.
Le 26 novembre 1917, une nouvelle ligue, la Ligue nationale de hockey (LNH), voit le jour, formée avec la plupart des équipes de l'ANH. Shore, toujours sous les couleurs des Sénateurs joue 18 parties lors de la saison inaugurale, inscrivant 11 points. Cette saison est aussi sa dernière. Shore, gravement malade, décède en octobre 1918. Il est enterré au Beechwood Cemetery à Ottawa.

## Statistiques
| Saison     | Équipe                   | Ligue         |                            | Saison régulière           | Saison régulière           | Saison régulière           | Saison régulière           | Saison régulière           |                            | Séries éliminatoires       | Séries éliminatoires       | Séries éliminatoires       | Séries éliminatoires | Séries éliminatoires |
| Saison     | Équipe                   | Ligue         | PJ                         | B                          | A                          | Pts                        | Pun                        | PJ                         | B                          | A                          | Pts                        | Pun                        |                      |                      |
| 1904-1905  | Ottawa                   | OCHL          | 3                          | 6                          | 0                          | 6                          |                            | 1                          | 2                          | 0                          | 2                          |                            |                      |                      |
| 1905-1906  | Séniors de Winnipeg      | MHL           | Statistiques indisponibles | Statistiques indisponibles | Statistiques indisponibles | Statistiques indisponibles | Statistiques indisponibles | Statistiques indisponibles | Statistiques indisponibles | Statistiques indisponibles | Statistiques indisponibles | Statistiques indisponibles |                      |                      |
| 1906-1907  | Lumber Kings de Pembroke | UOVHL         | 1                          | 0                          | 0                          | 0                          | 0                          |                            |                            |                            |                            |                            |                      |                      |
| 1906-1907  | Sénateurs d'Ottawa       | ECAHA         | 10                         | 15                         | 0                          | 15                         |                            |                            |                            |                            |                            |                            |                      |                      |
| 1907-1908  | Strathconas de Winnipeg  | MHL           | 14                         | 23                         | 0                          | 23                         |                            |                            |                            |                            |                            |                            |                      |                      |
| 1907-1908  | Maple Leafs de Winnipeg  | MHL           | 1                          | 4                          | 0                          | 4                          |                            |                            |                            |                            |                            |                            |                      |                      |
| 1907-1908  | Maple Leafs de Winnipeg  | Coupe Stanley |                            |                            |                            |                            |                            | 2                          | 2                          | 0                          | 2                          | 0                          |                      |                      |
| 1909-1910  | Sénateurs d'Ottawa       | ACH           | 2                          | 2                          | 0                          | 2                          |                            |                            |                            |                            |                            |                            |                      |                      |
| 1909-1910  | Sénateurs d'Ottawa       | ANH           | 12                         | 6                          | 0                          | 6                          | 44                         |                            |                            |                            |                            |                            |                      |                      |
| 1909-1910  | Sénateurs d'Ottawa       | Coupe Stanley |                            |                            |                            |                            |                            | 4                          | 3                          | 0                          | 3                          | 6                          |                      |                      |
| 1910-1911  | Sénateurs d'Ottawa       | ANH           | 16                         | 7                          | 0                          | 7                          | 53                         |                            |                            |                            |                            |                            |                      |                      |
| 1910-1911  | Sénateurs d'Ottawa       | Coupe Stanley |                            |                            |                            |                            |                            | 2                          | 0                          | 0                          | 0                          | 6                          |                      |                      |
| 1911-1912  | Sénateurs d'Ottawa       | ANH           | 18                         | 8                          | 0                          | 8                          | 35                         |                            |                            |                            |                            |                            |                      |                      |
| 1911-1912  | Étoiles de l'ANH         | Amicaux       | 3                          | 0                          | 0                          | 0                          | 10                         |                            |                            |                            |                            |                            |                      |                      |
| 1912-1913  | Sénateurs d'Ottawa       | ANH           | 19                         | 15                         | 0                          | 15                         | 66                         |                            |                            |                            |                            |                            |                      |                      |
| 1913-1914  | Sénateurs d'Ottawa       | ANH           | 13                         | 6                          | 3                          | 9                          | 46                         |                            |                            |                            |                            |                            |                      |                      |
| 1914-1915  | Sénateurs d'Ottawa       | ANH           | 20                         | 5                          | 1                          | 6                          | 53                         | 5                          | 0                          | 0                          | 0                          | 0                          |                      |                      |
| 1915-1916  | Sénateurs d'Ottawa       | ANH           | 19                         | 2                          | 1                          | 3                          | 83                         |                            |                            |                            |                            |                            |                      |                      |
| 1916-1917  | Sénateurs d'Ottawa       | ANH           | 19                         | 11                         | 6                          | 17                         | 88                         | 2                          | 0                          | 0                          | 0                          | 6                          |                      |                      |
| 1917-1918  | Sénateurs d'Ottawa       | LNH           | 18                         | 3                          | 8                          | 11                         | 51                         |                            |                            |                            |                            |                            |                      |                      |
| Totaux LNH | Totaux LNH               | Totaux LNH    | 18                         | 3                          | 8                          | 11                         | 51                         |                            |                            |                            |                            |                            |                      |                      |

## Transactions en carrière
- novembre 1909 : signé par les Sénateurs d'Ottawa à titre d'agent libre.
- 26 novembre 1917 : droits retenus par les Sénateurs après la dissolution de l'Association nationale de hockey.

## Titres et honneurs personnels
- Champion de la coupe Stanley 1909 et 1911 avec les Sénateurs d'Ottawa
- Champion du trophée O'Brien 1911 et 1915 avec les Sénateurs d'Ottawa.